# ديه ماكلين
ديه ماكلين (بالإنجليزية: Des McLean)‏ هو لاعب كرة قدم ومدرب كرة قدم بريطاني في مركز حراسة المرمى، ولد في 20 مايو 1931 في غلاسكو في المملكة المتحدة، وتوفي في 2008. لعب مع دندي يونايتد ونادي أردريونيانز ونادي أرسنال ونادي دمبرتون ونادي سلتيك.